# Aeroportul Internațional Kertajati
Aeroportul Internațional Kertajati (IATA: KJT, ICAO: WICA) este un aeroport din Majalengka⁠(d), Provincia Java de Vest, Java⁠(d), Indonezia ce deservește zona Provincia Java de Vest. Aeroportul a fost tranzitat în 2018 de 32.038 de pasageri.
Aeroportul dispune de o singură pistă. Este operat de Angkasa Pura⁠(d).